# Röda pyramiden
Röda pyramiden är en pyramid i Dahshur i Egypten uppförd av farao Snofru (regeringstid cirka 2639–2604 f.Kr.) under Egyptens fjärde dynasti.

## Historia
Röda pyramiden är farao Snofrus tredje gravpyramid och byggdes sannolikt på grund av ett flertal strukturella problem under uppförandet av Böjda pyramiden.
På en hörnsten i pyramidens grund finns året för Snofrus 15:e boskapsräkning inristat, vilket beräknats vara någon gång mellan Snofrus 15:e och 30:e regeringsår, och möjligen det 22:a eller 29:e. Ytterligare flera daterade stenar har hittats längre upp i den nedre delen av pyramiden, med vars hjälp man kan få en uppfattning om tidsaspekten av uppförandet. Efter två år bedöms cirka 20 % av pyramiden varit färdigställd, och efter fyra år cirka 30 %. Total byggtid har bedömts till cirka 17 år.
Att det finns ett fundament av ett dödstempel på pyramidens östra sida i kombination med att en mumifierad kropp hittats i gravkammaren tyder på att det var i Röda pyramiden som farao Snofru slutligen begravdes.

## Utförande
Röda pyramiden står i norra Dahshur cirka två kilometer rakt norr om Böjda pyramiden.
Liksom Böjda pyramiden är Röda pyramiden ungefär 105 m hög, vilket bara överträffats av Cheopspyramiden och Chefrens pyramid. Pyramidens sidor är 220 m långa vid basen och de lutar drygt 43 grader vilket är den flackaste lutningen av alla egyptiska pyramider. Väggarna är byggda en aning konkava. Den stora basytan och de flacka vinklarna valdes sannolikt för att undvika de problem som uppstod med Böjda pyramiden. Toppspetsen till pyramiden hittades sönderslagen öster om pyramiden, och är den äldsta pyramidspetsen som hittats. Dock stämmer inte toppens vinkel med pyramidens utsida, vilket kan tyda på att toppspetsen ursprungen kan ha varit tänkt till Böjda pyramiden.
Ursprungligen var pyramiden klädd i vita täckstenar av kalksten från Tura, men det yttersta skiktet är nästan helt borta. Även grunden till pyramiden byggdes av samma vita kalksten. Kärnan av pyramiden är byggt av kalksten från ett stenbrott några hundra meter sydväst om pyramiden.
Ingången till pyramiden finns 30 m över marknivån på pyramidens norra sida och följs av en nästan 63 m lång sluttande gång neråt mot pyramidens centrum. Gången leder till två efter varandra följande förkammare som är 8 m långa med drygt 12 m takhöjd. Förkamrarna är byggda i marknivå. En kort gång placerad 7,6 m över golvnivån i andra förkammaren leder till gravkammaren. Gravkammaren är drygt 8 m lång och 14,7 m hög med ett överkragningsvalv i taket Gravplundrare har bränt gravutrustningen och brutit upp golvet i gravkammaren

## Namn
Pyramiden har fått sitt moderna namn efter den röda, järnhaltiga kalkstenen i det inre murverket. Den har även kallats Norra pyramiden efter sin placering i Dahshur. Det ursprungliga egyptiska namnet var sannolikt Den skinande eller Snofru skiner, men det råder oklarheter om namnet möjligen avsåg Böjda pyramiden. Lokalbefolkningen kallar pyramiden för Fladdermuspyramiden (el-harem el-watwat).

## Galleri

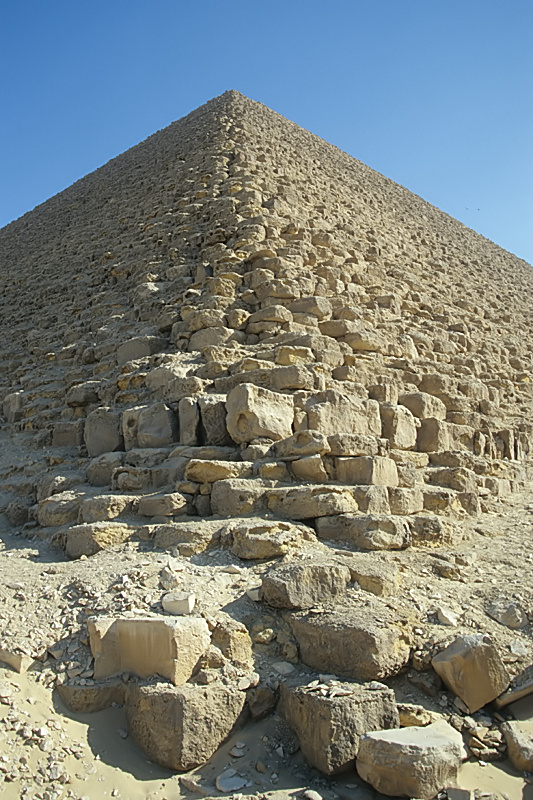
Närbild på byggstenarna i pyramiden
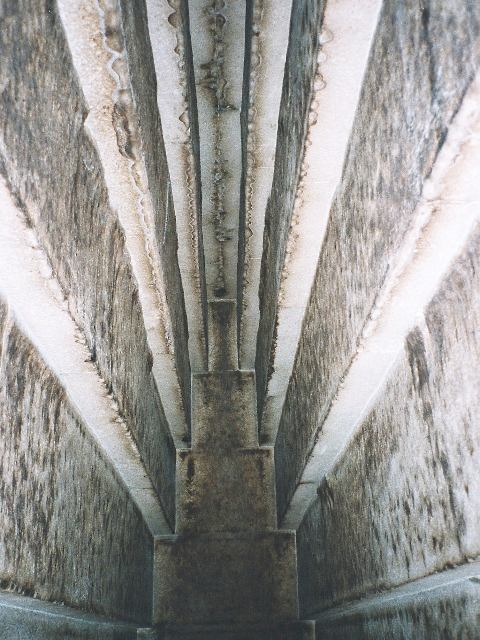
Överkragningsvalvet i taket i begravningskammaren
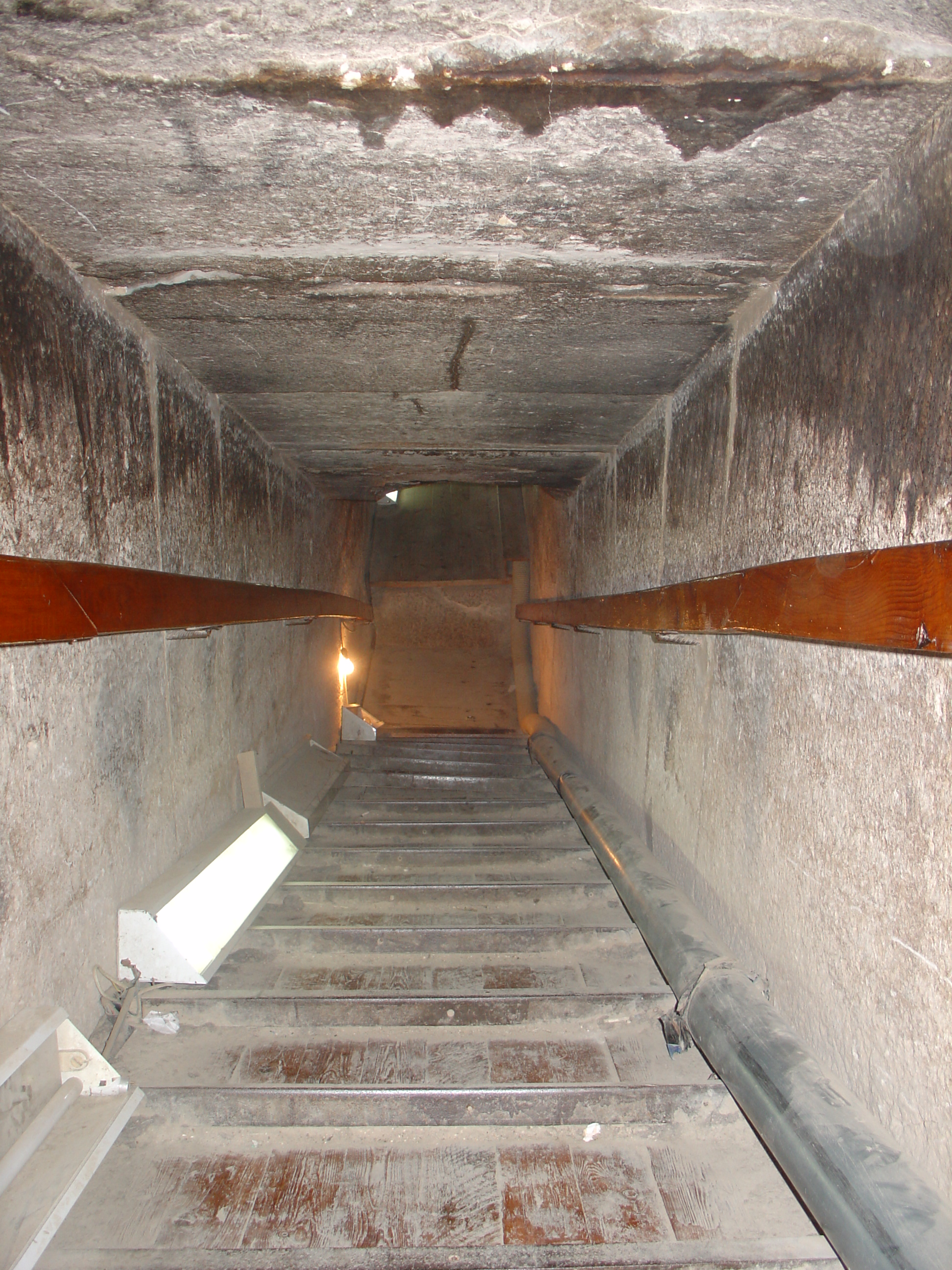
Den sluttande gången ner mot förkamrarna.
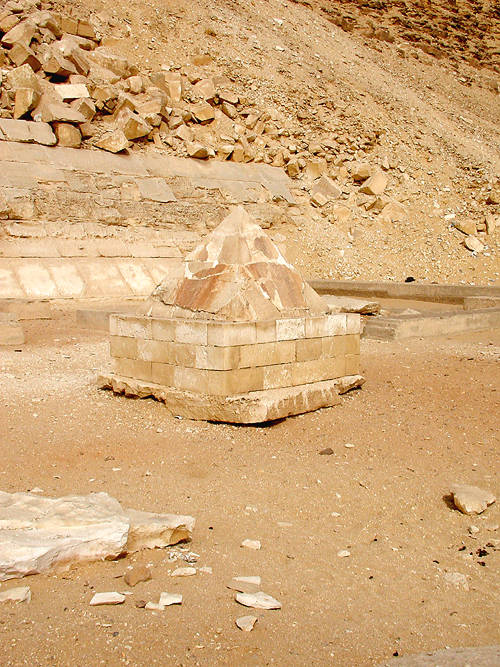
Toppstenen
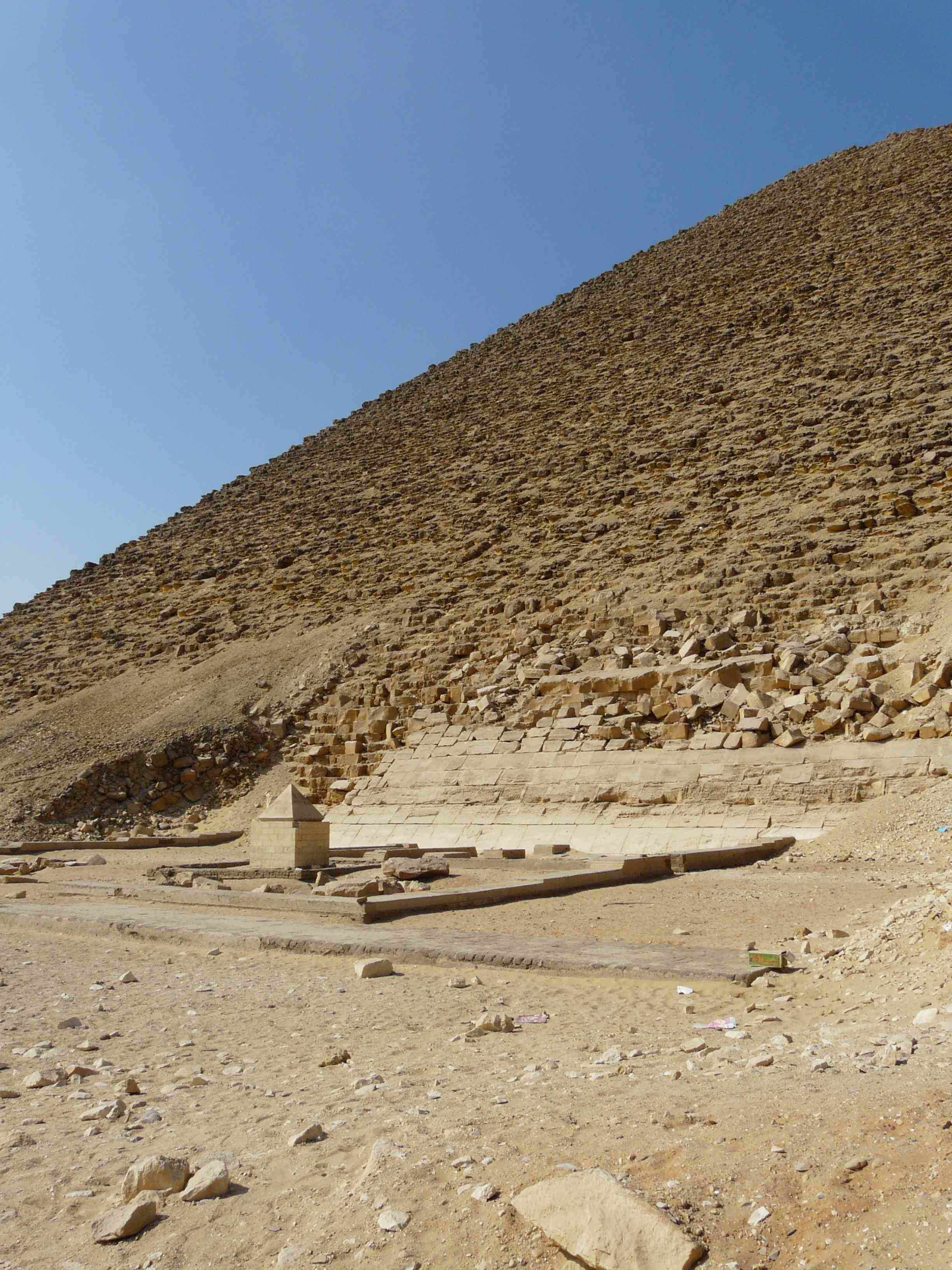
Pyramidens sida och toppstenen